# 오키나와 해곡

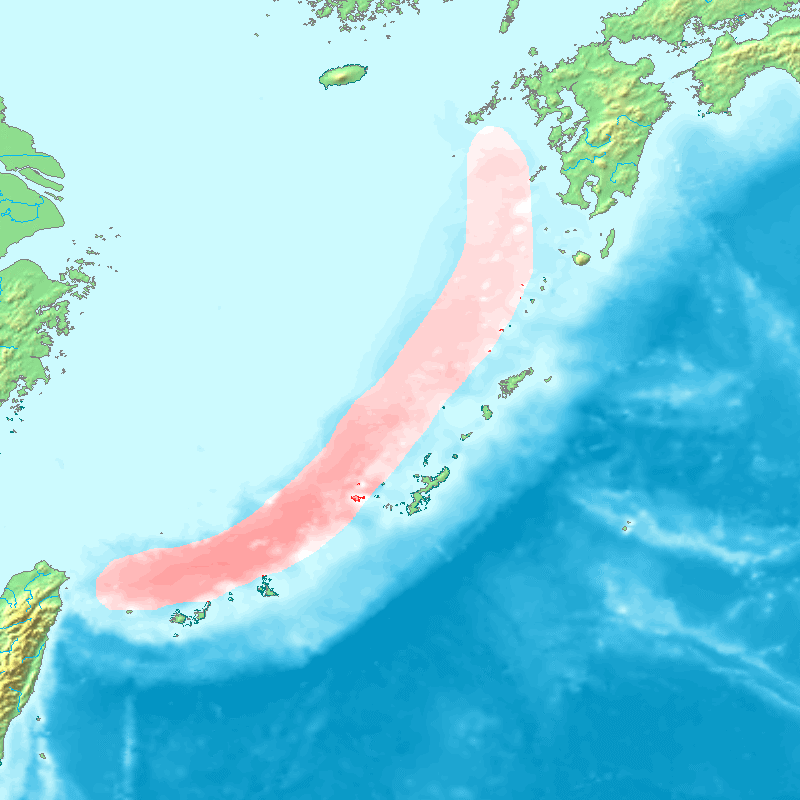
오키나와 해곡 (빨간색 영역)

오키나와 해곡(일본어: 沖縄トラフ, 영어: Okinawa Trough)는 일본 류큐 열도의 서쪽에 위치하며 동중국해에서 가장 깊은 해역으로 유라시아판 연변부에 발달한 열개 분지 중 하나이다. 규슈의 서쪽에서 타이완의 북쪽까지 길이 약 1000 km, 폭 약 100 km의 해곡으로, 가장 깊은 곳은 약 2,300 m이다.

## 개요
동중국해 일대에는 5개의 조구조(Tectonic structure)가 발달한다. 북서쪽에서 남동쪽으로, 제주도 부근에 발달하는 체-민 융기대(Zhe-Min Uplift) , 동중국해 대륙붕 분지(East China Sea Shelf Basin), 타이완-신지 융기대(Taiwan-Sinzi Uplift)，오키나와 해곡, 류큐 융기대(Ryuku ridge)가 발달하고 있다. 이들 조구조들은 필리핀판이 류큐 해구를 통해 유라시아판 밑으로 섭입되는 것과 관련된 조산 운동의 산물이다. (Li and Tao, 1992) 이 조구조들은 모두 북동-남서 방향으로 발달하고 생성 시기는 동쪽으로 갈수록 젊어진다.
후기 백악기 이후 동중국해에서는 두 번에 걸쳐 열개-침하작용(rifting depression)이 일어났으며，이 결과 동지나해 대륙붕 분지와 오키나와 해곡이 형성되었다. 후기 백악기 말에 열개(裂開)되기 시작한 동중국해 대륙붕 분지의 형성은 보하이 및 황해 분지 등 중국 대륙의 동부에 위치한 제3기 팔레오세 열개 분지의 형성과 매우 흡사한 양상을 보인다.
오키나와 해곡은 아직도 신조구조운동(neo-tectonism)의 영향을 받고 있는 활동성 열개-침하 분지(active rifted depression basin)에 해당되며，이는 높은 열류량과 빈번한 화성활동과 지진발생 및 지진 연구자료 등으로 증명된다. 오키나와 해곡은 융기부와 폐색 단층(block fault)에 의해 몇 개의 분절로 나누어진다.
탄성파 자료로부터 해석된 오키나와 해곡의 폭은 남부에서 60~100 km, 북부에서 최고 230 km에 이른다. 오키나와 해곡 남부에서 수심은 2300 m이며 북쪽으로 갈수록 수심이 감소하여 거의 200 m에 이른다. Wageman 외(1970)에 의하면 오키나와 해곡의 사면(slope)들은 일련의 점완형(Iistric) 또는 정단층들에 의해 형성되었고 오키나와 해곡은 네오기 동안에 형성되었다. Herman 등(1978)은 오키나와 트러프의 대륙지각 분리는 후기 플라이오세에 일어났다고 제안하였다. 반면에 Kimura(1985) 와 Letouzey and Kimura (1985)는 오키나와 해곡의 초기 인장(extensional)운동은 마이오세에 있었고 열개 시기는 플라이오세와 플라이스토세의 경계부라고 주장하였다. 부게 중력치에 의한 지각의 두께는 오키나와 해곡 남부에서 약 15 km로 가장 얇으며 오키나와 해곡 북부에서는 약 25 km이다.

## 고생물
오키나와 해곡의 퇴적물은 모두 해성층으로 다양하고 풍부한 해양 생물들의 화석이 산출된다. 오키나와 해곡의 석유탐사용 시추공 Nikkan 8-1X 공에서는 부유성 14종과 저서성 65종 총 79 종의 유공충 화석이 산출되었으며 이들 화석에 근거하여 Ammonia sp., Pseudorotalia yabei, Asterorotalia multispinosa, Asterorotalia concinna 4개 생층서대가 설정되었다. 지질시대는 플라이오세-플라이스토세에 해당한다. JDZ VII-3 공에서는 총 55속 74 종의 유공충 화석이 산출되었고 이외에 개형충이 상부층준에서 드물게 산출되었다.

## 층서
오키나와 해곡의 북동부에 발달하는 신생대 퇴적암 지층은 Nikkan 8-IX 공에 나타나는 부정합면에 의하여 후기 마이오세의 하부층군과 플라이오-플라이스토세의 상부층군으로 구분될 수 있다. JDZ VII-3 공에서 상부층군의 층후는 약 6 km으로 Nikkan 8-1X 공의 해당 층군보다 2배 두꺼운데 이는 플라이오세-플라이스토세에 일어난 오키나와 해곡의 확장 시 일어난 각 지괴의 차별 침강에 의한 것으로 해석된다.

## 석유 부존 가능성
Nikkan 8-1X 공에서는 잠재 저류층인 사암 지층이 있으나 저류층의 조건은 다소 불량하다. 반지구대 지역에는 석유 부존 가능성이 있는 경사진 단층지괴, 단층 등이 발달한다.

## 같이 보기
- 류큐 해구
- 류큐 열도